# لتونی ۱۲۸۴
سیارک ۱۲۸۴ (به انگلیسی: 1284 Latvia، نامگذاری:1933OP) هزار و دویست و هشتاد و چهارمین سیارک کشف شده‌است که در ۲۷ ژوئیه ۱۹۳۳ و در هایدلبرگ کشف شد.
قدر مطلق سیارک برابر ۱۰٫۲۴ است.